# Прналія
Прналія (мак. Прналија) — село у Північній Македонії, яке входить до общини Карбинці, що в Східному регіоні країни.
Громада складається з 197 осіб (перепис 2002): за національністю — турки. Село розкинулося в низинній місцевості (середні висоти — 923 метрів), яку македонці називають Овче поле.

## Галерея

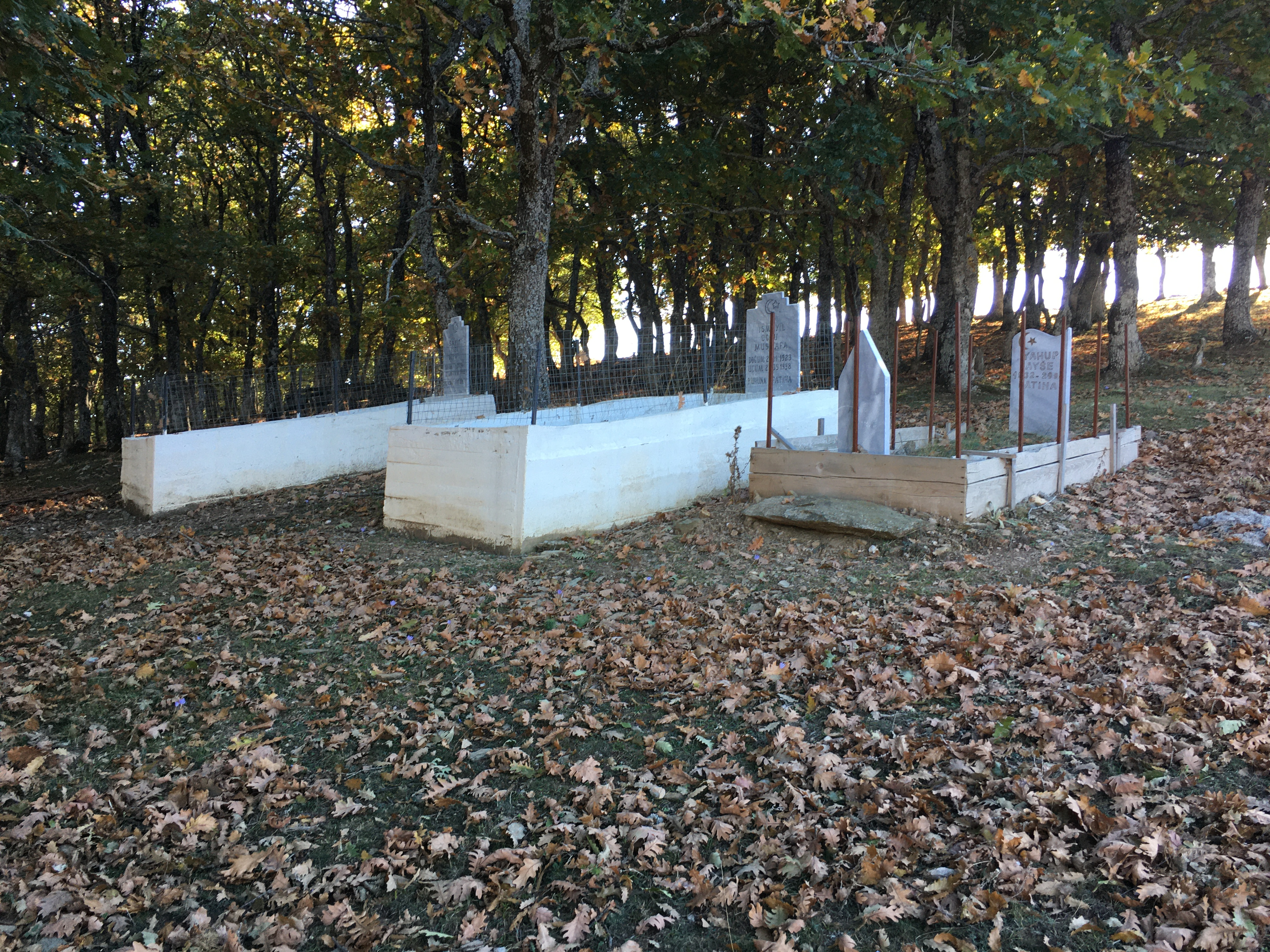
Поховання на околиці села
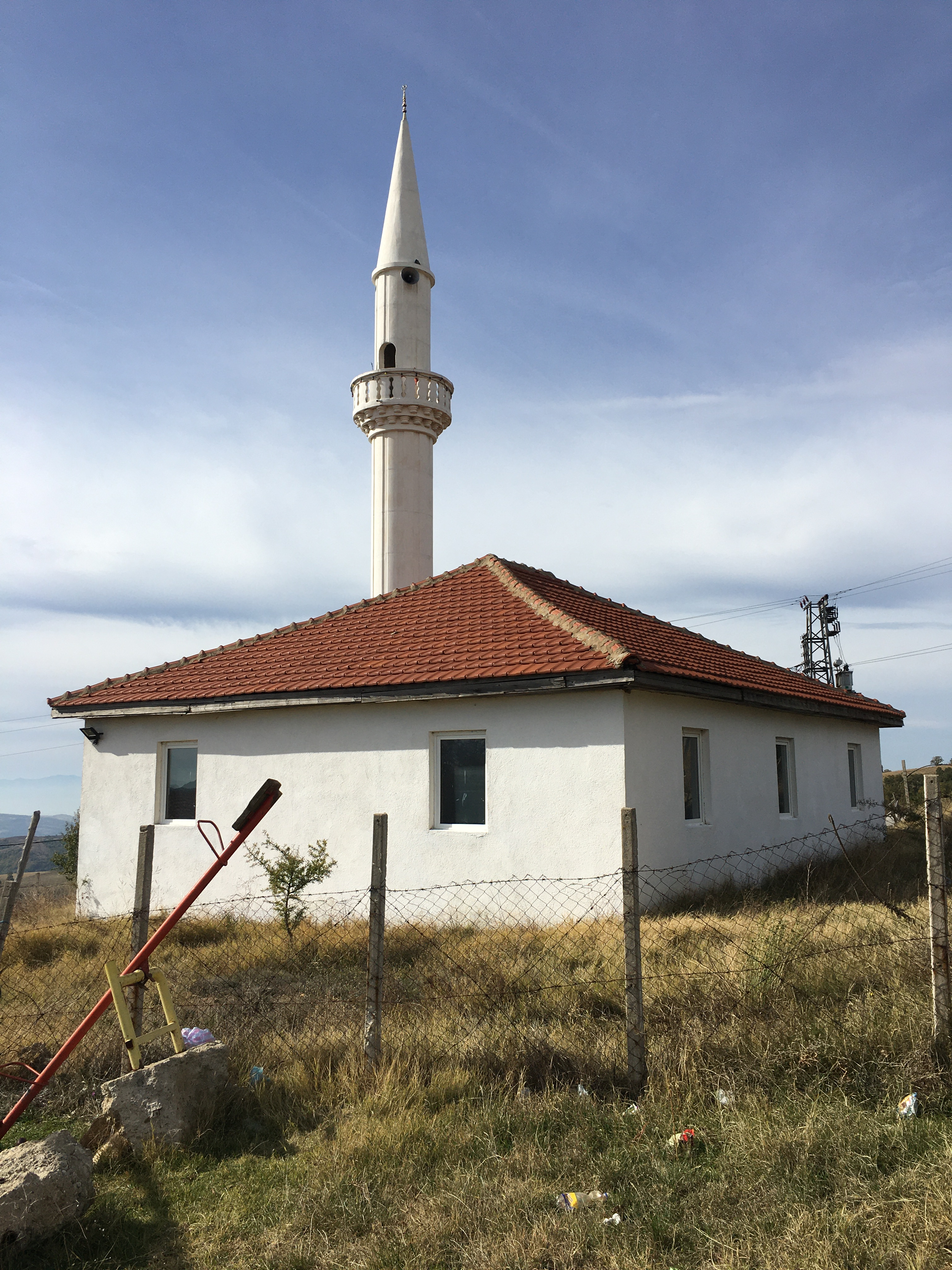
Мечеть
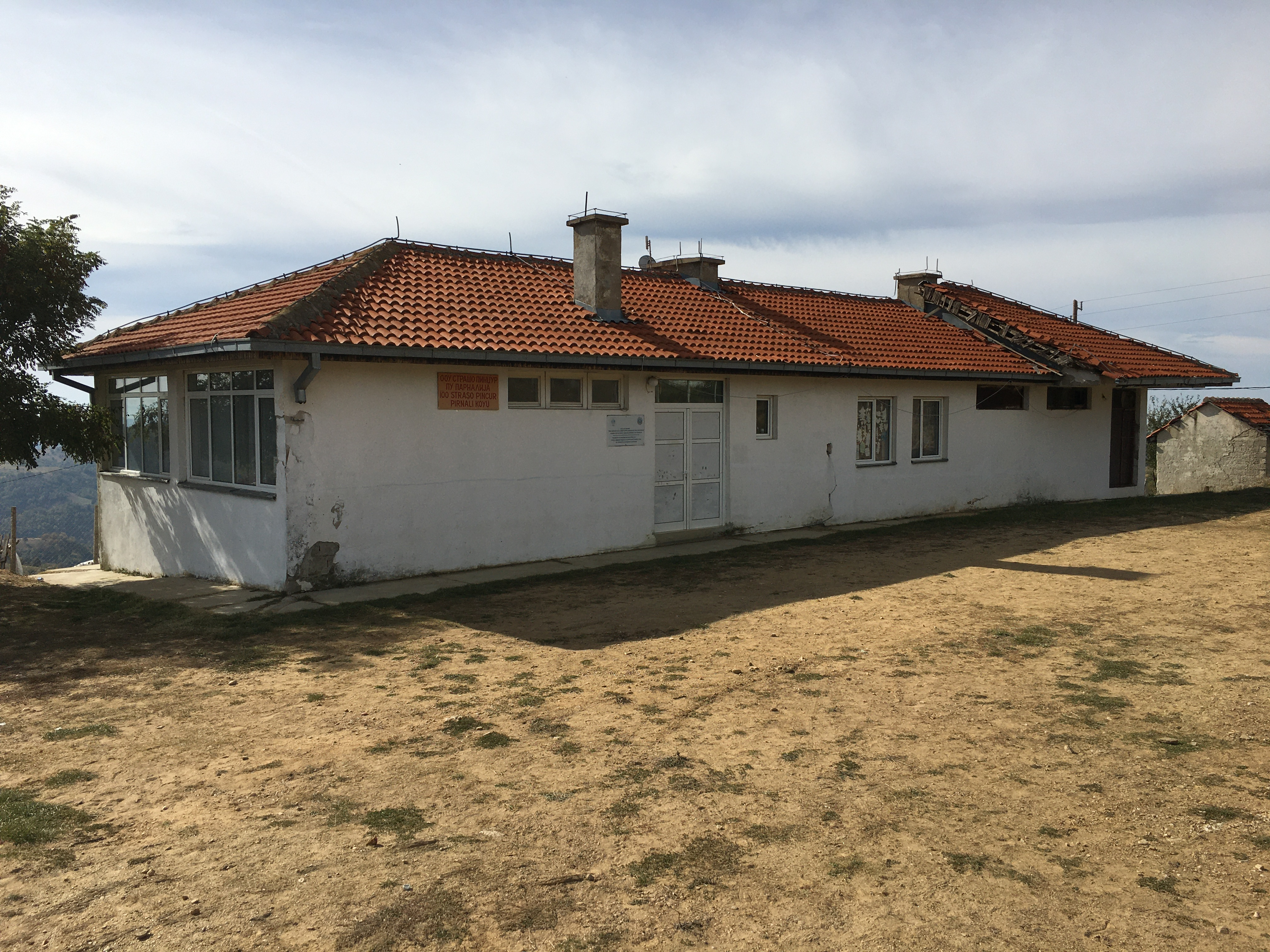
Початкова школа